# 아르카디 뱌차닌
아르카디 아르카디예비치 뱌차닌(러시아어: Аркадий Аркадьевич Вятча́нин, 1984년 4월 4일 ~ )은 러시아 태생의 세르비아 수영 선수이다. 2008년 베이징 올림픽에서 동메달을 두 개 땄다. 2013년 러시아 수영 대표팀에서 세르비아로 이적했다.

## 같이 보기
- 수영 배영 100m 세계 기록 추이
- 수영 배영 200m 세계 기록 추이